# Karl I. (Münsterberg-Oels)

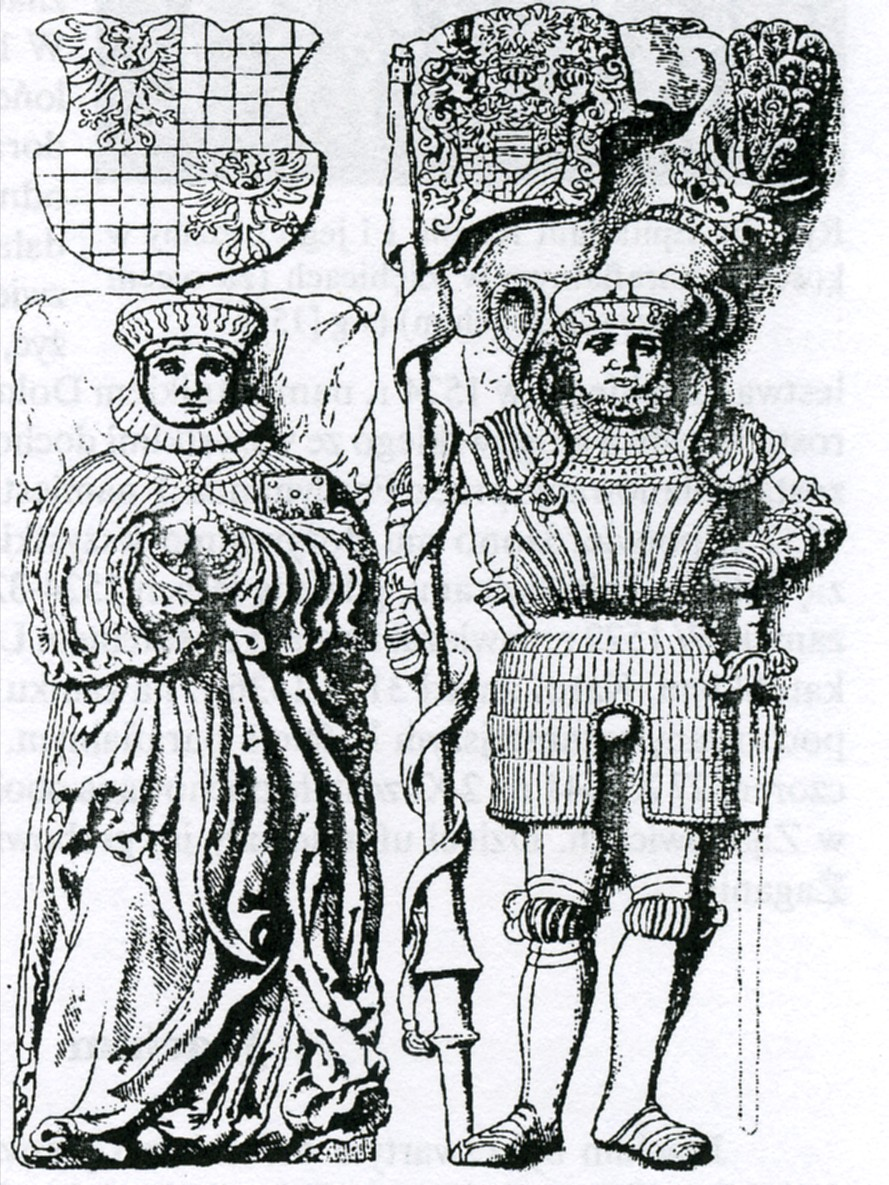
Zeichnung des Epitaphs für Karl I. und seine Frau Anna von Sagan

Karl I. von Münsterberg (auch: Karl I. von Podiebrad, tschechisch: Karel z Minstrberka; * 2./4. Mai 1476 in Glatz; † 31. Mai 1536 in Frankenstein) war Herzog von Münsterberg und Herzog von Oels sowie Graf von Glatz. 1519–1523 bekleidete er das Amt des Landvogts der Oberlausitz, ab 1523 war er Oberst-Landeshauptmann von Böhmen, ab 1524 Landeshauptmann und ab 1527 Oberlandeshauptmann von Schlesien.

## Leben
Karl war ein Enkel des böhmischen Königs Georg von Podiebrad. Seine Eltern waren Heinrich d. Ä. von Münsterberg und Ursula von Brandenburg, Tochter des Markgrafen Albrecht Achilles. 1488 vermählte ihn sein Vater mit Anna (1480/83–1541), einer Tochter des Herzogs Johann II. von Sagan. Auch Karls ältere Brüder Albrecht und Georg waren mit Töchtern Johanns II. verheiratet.
Nach dem Tod ihres Vaters regierten die drei Brüder Albrecht, Georg und Karl zunächst gemeinsam, wobei jeder auf seinem eigenen Hof lebte: Albrecht in Glatz, Georg in Oels, Karl in Münsterberg. Da Karl beabsichtigte, seine Residenz nach Frankenstein zu verlegen, förderte er die Entwicklung der Stadt. Um die Ansiedlung in der Stadt zu begünstigen, ließ er neue Steinhäuser errichten und gab Landadeligen Stellen für Freihäuser. Die Stadtbefestigung wurde erneuert und verstärkt und 1511 ein steinerner Pfarrhof errichtet. Etwa zur selben Zeit begann Karl mit der Errichtung eines großen Schlosses an Stelle der verfallenen mittelalterlichen Burg von Frankenstein. Dorthin verlegte er 1530 seine Residenz. Die Anlage, an der auch seine Nachfolger weitergebaut haben, ist nie fertig geworden. Die hohen Kosten für den Schlossbau haben vermutlich dazu beigetragen, dass das Herzogtum Münsterberg Mitte des 16. Jahrhunderts so hoch verschuldet war, dass es zeitweilig verpfändet werden musste.
Seine Brüder Georg und Albrecht starben 1502 bzw. 1511. Seitdem regierte Karl die ererbten Länder als Herzog von Münsterberg und Oels allein. Obwohl Karl und seine Brüder bereits 1501 die Grafschaft Glatz an ihren späteren Schwager Ulrich von Hardegg verkauft hatten, führten sie und ihre Nachkommen weiterhin den Titel eines Grafen von Glatz bis zum Erlöschen der Münsterberger Stammlinie der Herren von Podiebrad in männlicher Linie 1647.
Nach dem Tod seines Vetters Bartholomäus von Münsterberg 1515 folgte ihm Karl als Berater des Königs Vladislav II. Zugleich übernahm er die Erziehung des Prinzen Ludwig II., der nach dem Tod Vladislavs II. 1516 König von Böhmen und Ungarn wurde. König Ludwig II. ernannte Karl I. 1519 zum Landvogt der Oberlausitz. 1523 stieg Karl I. zum Oberst-Landeshauptmann des Königreichs Böhmen auf und gehörte damit zu jenen hohen Adligen, die das Land in Abwesenheit des Königs, der sich meist in Ungarn aufhielt, verwalteten. Zudem wurde er 1524 Landeshauptmann von Schlesien.   
Nach dem Tod König Ludwigs II. 1526 war Karl von Münsterberg führend an der Organisation der Königswahl beteiligt. Er legte sich früh auf den Kandidaten Ferdinand I. fest, was ihm dieser nach der Krönung 1527 mit der Bestätigung der Hauptmannschaft in Böhmen und der Verleihung der Oberlandeshauptmannschaft für Schlesien belohnte. Die Ausübung dieser Ämter war für Karl mit beträchtlichem finanziellen Aufwand verbunden, so dass er sich genötigt sah, Teile seiner Länder zu verkaufen.
Obwohl Karl Luthers Schriften zunächst mit wohlwollendem Interesse las, hielt er auch während der Reformation am katholischen Glauben fest. Bereits 1516 unterstützte er die nicht zustande gekommene Heiligsprechung des ersten Prager Erzbischof Ernst von Pardubitz, der 1364 auf eigenen Wunsch in der Glatzer Pfarrkirche Mariä Himmelfahrt beigesetzt worden war. Hierzu wurde vom Breslauer Kanoniker Valentin Krautwald eine Lebensbeschreibung des Erzbischofs verfasst, der ein Dokument des Herzogs Karl I. beigefügt wurde. In diesem beurkunde Karl I. ein Wunder, das der Franziskaner Johann Filipec vor 1498 in Glatz erlebt haben soll.
Karl I. starb am 31. Mai 1536 in seiner Frankensteiner Residenz. Sein Leichnam wurde in der St.-Anna-Kirche beigesetzt, wo seine Söhne ein Epitaph für ihn und seine 1541 verstorbene Witwe errichten ließen.

## Nachkommen
1. Heinrich (*/† 1497)
2. Anna (1499–1504)
3. Katharina (1500–1507)
4. Margareta (1501–1551), verheiratet mit Johann/Jan Zajíc von Hasenburg
5. Joachim (1503–1562), Bischof von Brandenburg
6. Kunigunde Kunhuta (1504–1532), verheiratet mit Christoph Černohorsky von Boskowitz
7. Ursula Vorsila (1505–1539), verheiratet mit Hieronymus von Bieberstein
8. Heinrich II. (1507–1548), Herzog von Münsterberg-Oels
9. Hedwig (1508–1531), heiratete 1525 Georg von Brandenburg-Ansbach
10. Johann (1509–1565), Herzog von Münsterberg-Oels
11. Barbara (1511–1539), Äbtissin in Strehlen bei Oels
12. Georg II. (1512–1553), verheiratet mit Elisabeth Kostka von Postupitz